# Волкел (авіабаза)
Авіаційна база Волкел (нід. Vliegbasis Volkel) — складова частина ВПС Нідерландів. Тут розміщена база зберігання ядерних авіабомб B61 і дислокується підрозділ бойового забезпечення зі складу 3-ї ПА США.
Розташована у громаді Маасгорст провінції Північний Брабант на півдні країни. Тут базуються 312-та і 313-та винищувальні ескадрильї, озброєні літаками F-35. Командувач — командор Йохан ван Девентер.

## Історія
Тимчасовий аеродром поблизу Удена побудовано «Люфтваффе» 1940, а з серпня 1943 летовище стали використовувати на постійній основі. Під час операції «Маркет-Гарден» аеродром Волкел практично знищили війська союзників і його довелося відновлювати з нуля.
У 1951—1952 роках тут сформовано загалом 4 винищувальні ескадрильї (дві з них — 327-ту і 328-ту — згодом передислокували на інші аеродроми) на F-84 Thunderjet і F-84F Thunderstreak, які 1965 замінили літаки F-104 Starfighter, а між 1982 і 1986 роками всі ескадрильї Волкела перейшли на F-16.

## Сучасність
2022 року Волкел першим з-поміж нідерландських авіабаз отримав винищувачі F-35.
Тут розташований центр аеророзвідки ВПС, а з 2017 база бере участь у патрулюванні повітряного простору Бенілюксу

### Російсько-українська війна
Після переозброєння Нідерландів на F-35 деякі (точна кількість не розголошується) F-16 цієї авіабази були передані ВПС України.